# Bończa (województwo lubelskie)
Bończa – wieś w Polsce położona w województwie lubelskim, w powiecie krasnostawskim, w gminie Kraśniczyn. Leży w dolinie rzeki Wojsławki, dopływu Wieprza.
| SIMC    | Nazwa          | Rodzaj    |
| ------- | -------------- | --------- |
| 0104538 | Wólka Boniecka | część wsi |

Wieś stanowi sołectwo gminy Kraśniczyn. Według Narodowego Spisu Powszechnego (III 2011 r.) wieś liczyła 323 mieszkańców.
W latach 1954–1959 wieś należała i była siedzibą władz gromady Bończa, po jej zniesieniu w gromadzie Kraśniczyn-Osada. W latach 1975–1998 miejscowość administracyjnie należała do województwa chełmskiego.
Wieś jest siedzibą rzymskokatolickiej parafii św. Stanisława w Bończy.

## Historia
Pierwotna nazwa Bończy brzmiała Pustotew. Pierwsze wzmianki o wiosce pochodzą z XV w. W 1455 miejscowość należała do Wańka Kierdejowicza z Kwasiłowa. Więcej informacji dostarczają nam źródła związane z rodem Siennickich herbu Bończa, których to własnością była wieś od XVI w. Prawdopodobnie właśnie od ich herbu miejscowość w 1596 przyjęła dzisiejszą nazwę. Mikołaj Siennicki, najsłynniejszy mieszkaniec Bończy, ufundował we wsi w 1577 zbór kalwiński. Po śmierci Mikołaja posiadłość przechodziła w ręce jego następców. W 1636 wnuczka Mikołaja, Zofia Borkowska, przekazała kalwiński zbór katolikom.
W późniejszych latach majątek zmieniał właścicieli. Należał do Suchodolskich, Poletyłłów. Ostatnimi dziedzicami tych włości, do końca II wojny światowej, byli Andrzej i Jerzy Potoccy. Po wojnie majątek objęła reforma rolna. Wtedy też powstała wieś Bończa-Kolonia.
8 maja 1943 roku oddział żandarmerii niemieckiej został tu zaatakowany przez partyzantów radzieckich. W odwecie Niemcy rozstrzelali 33 mężczyzn - mieszkańców Bończy i Wólki Bonieckiej.

## Zabytki architektury
- Dwór z początku XIX w., klasycystyczny, murowany, piętrowy. Kryty dachem dwuspadowym. Wzniesiony na rzucie wydłużonego prostokąta, z silnie wysuniętymi ryzalitami bocznymi. Dwór otoczony jest przepięknym parkiem krajobrazowym z początku XIX w. Obecnie mieści się tutaj Dom Opieki Społecznej.
- Kościół parafialny św. Stanisława - pierwotnie zbór kalwiński wzniesiony przez Mikołaja Siennickiego około 1577, późnorenesansowy, jednonawowy. Obok dzwonnica bramna z XIX w.
- Cerkiew prawosławna Opieki Matki Bożej – wzniesiona w latach 1877–1881. Murowana, jednonawowa, na rzucie prostokąta. Wewnątrz zachowany ikonostas i wyposażenie z XVIII i XIX w. Siedziba miejscowej parafii.
- Kapliczka - z początku XIX w. z rzeźbą ludową św. Jana Nepomucena, murowana, otwarta z trzech stron łukami arkadowymi i przykryta dachem namiotowym.

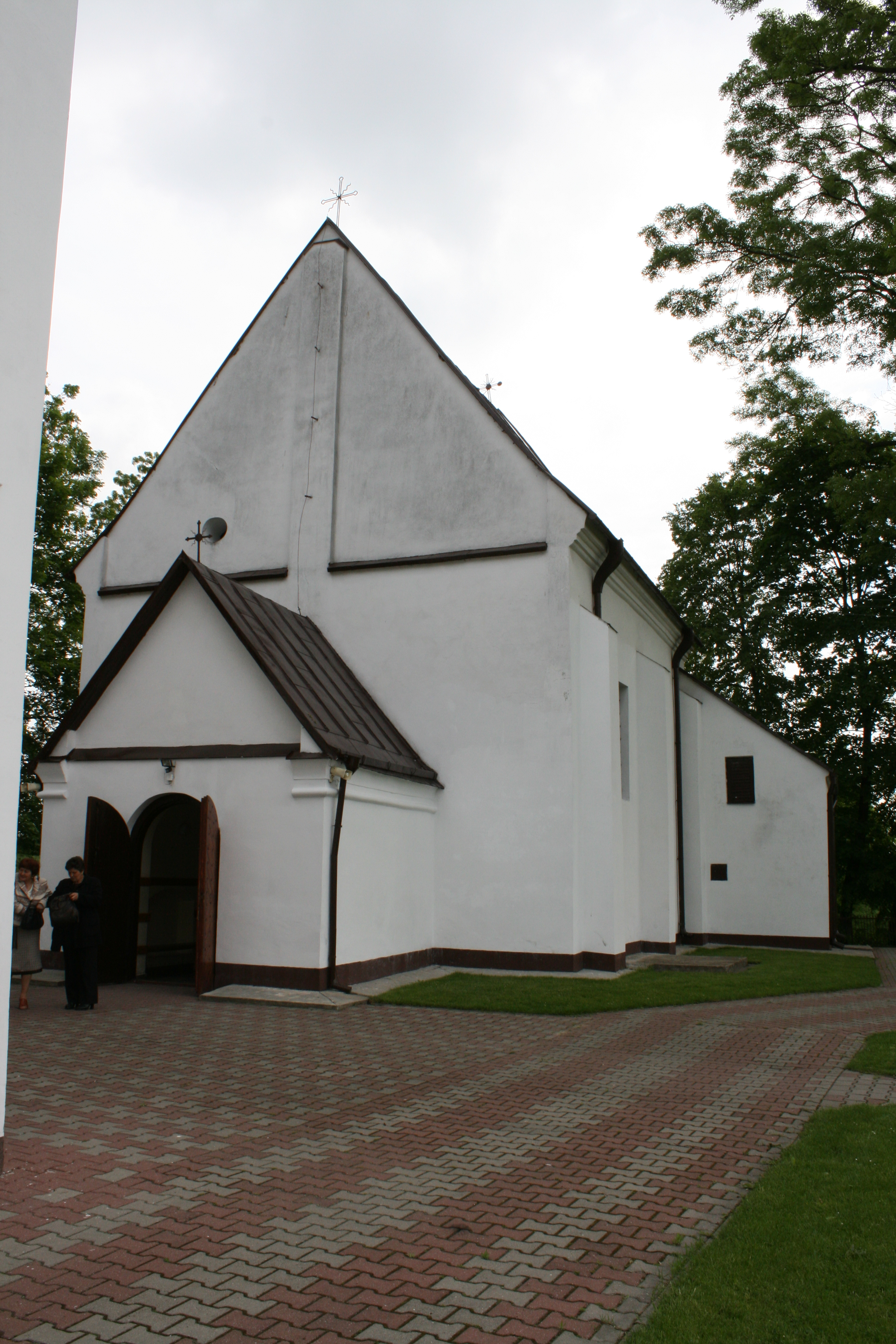
Kościół św. Stanisława
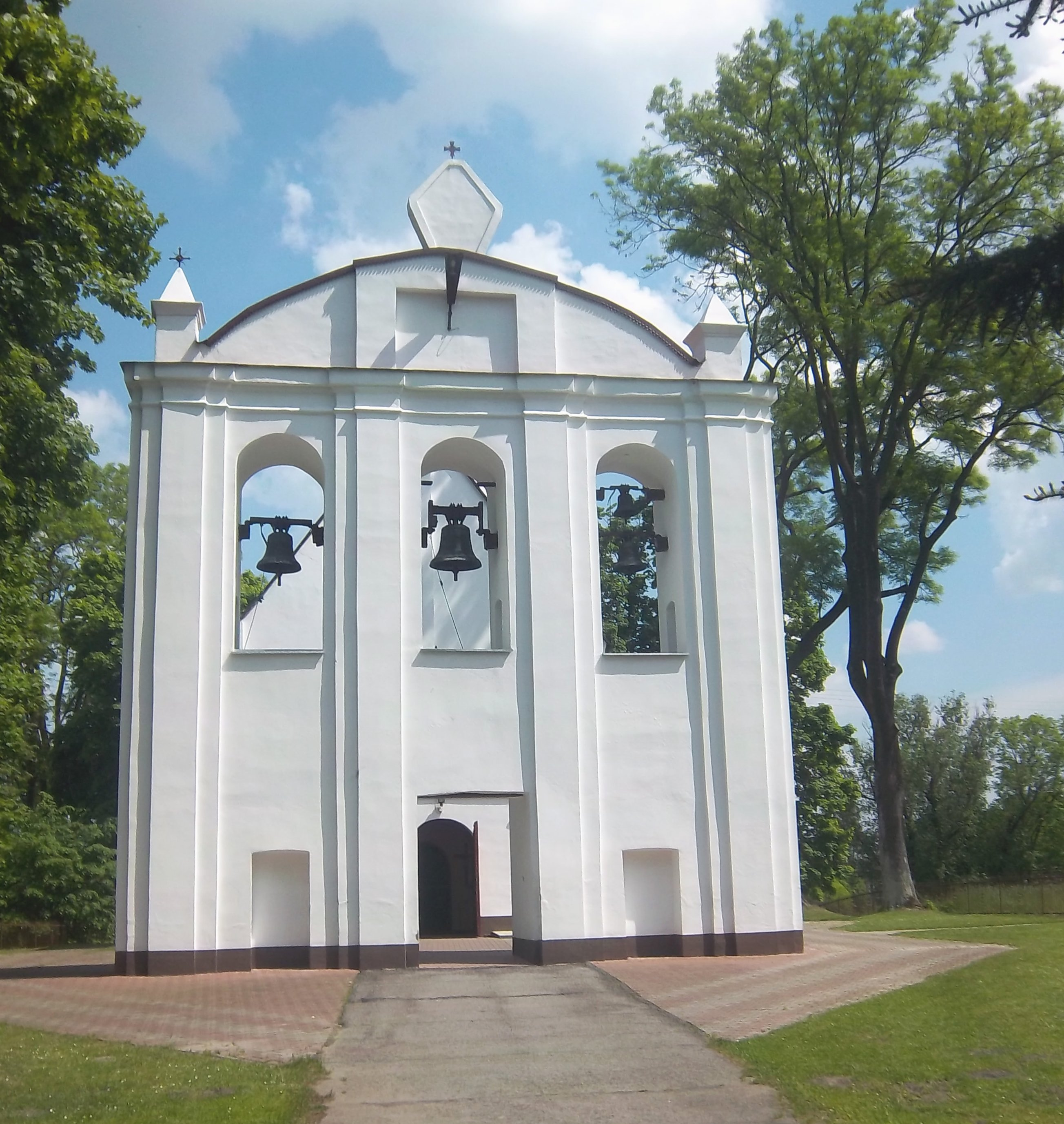
Brama z dzwonnicą
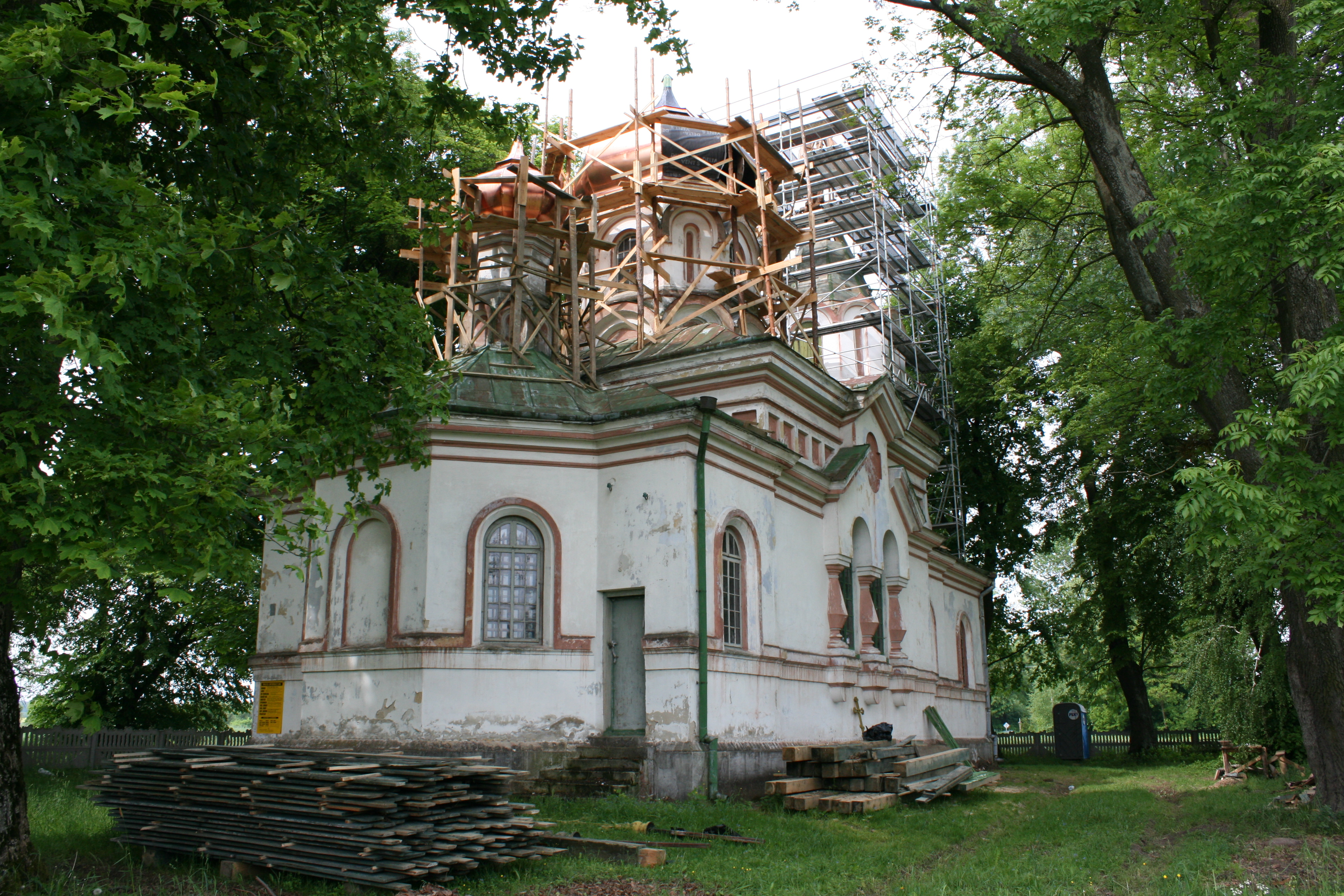
Cerkiew Opieki Matki Bożej
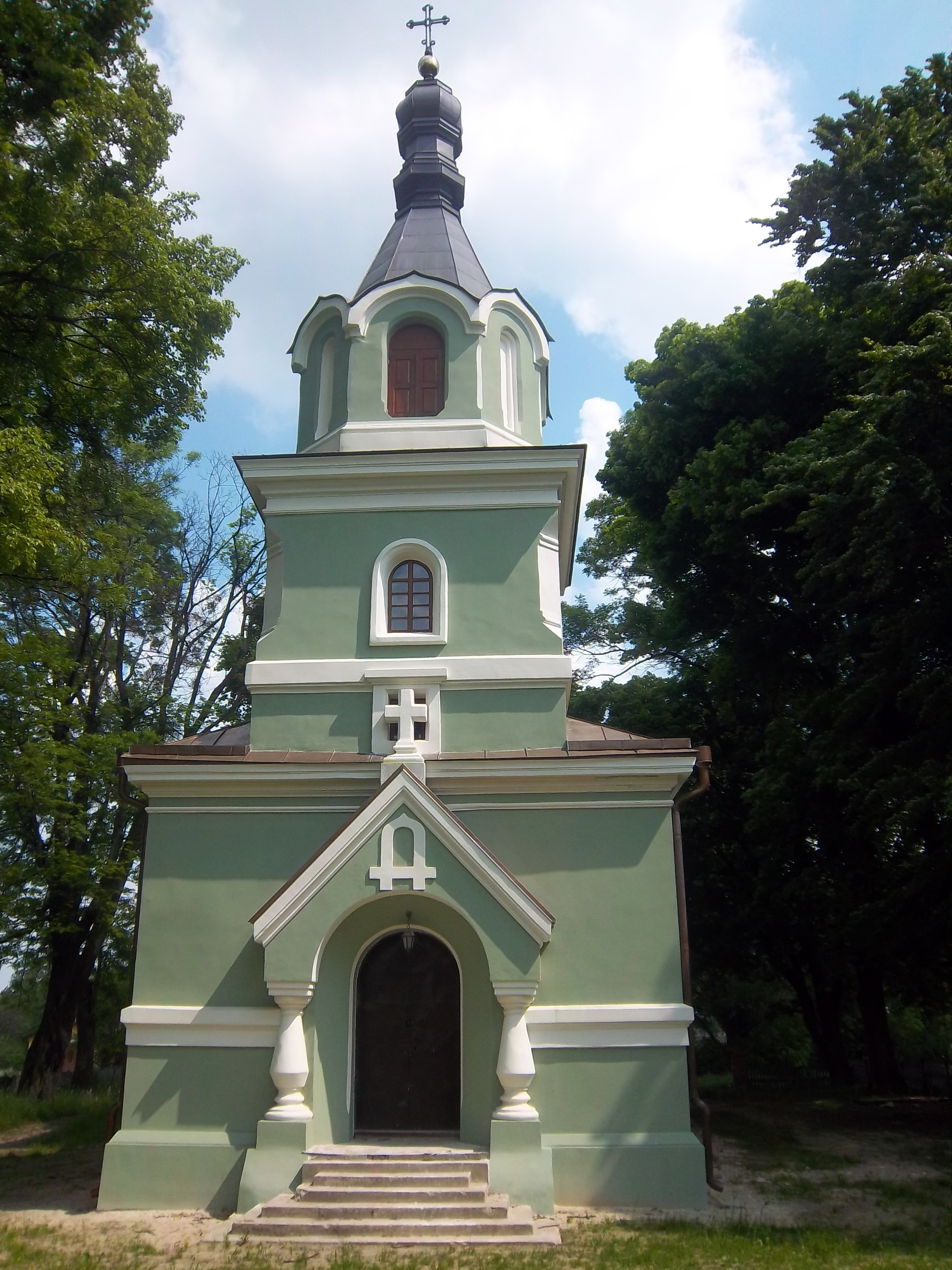
Cerkiew po konserwacji

## Szlaki turystyczne
Szlak Tadeusza Kościuszki